# Vorgesetztenverantwortlichkeit
Die Vorgesetztenverantwortlichkeit (englisch: superior responsibility) ist eine Rechtsfigur im Völkerstrafrecht, über die ein Vorgesetzter für die Straftaten eines Untergebenen (insbesondere bei Kriegsverbrechen und Verbrechen gegen die Menschlichkeit) strafrechtlich verantwortlich gemacht wird. Ursprünglich wurden allein militärische Vorgesetzte erfasst, die Rechtsfigur wurde daher als Befehlshaberverantwortlichkeit (englisch: command responsibility) bezeichnet. Mittlerweile erstreckt sich diese auch auf zivile Vorgesetzte, so dass der allgemeinere Begriff der Vorgesetztenverantwortlichkeit überwiegend verwendet wird.

## Ursprung und Entwicklung

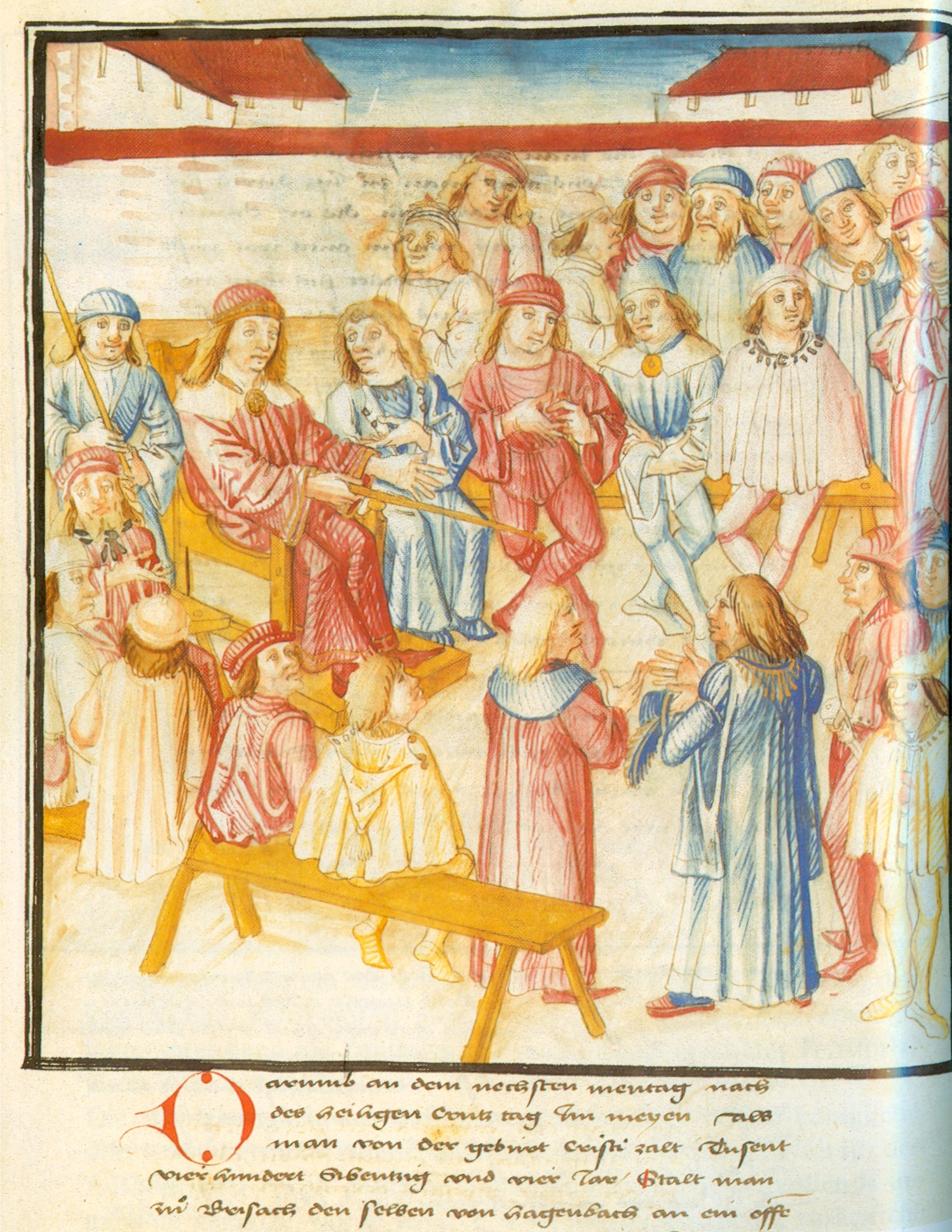
Hagenbach vor Gericht
Berner Chronik des Diebold Schilling dem Älteren

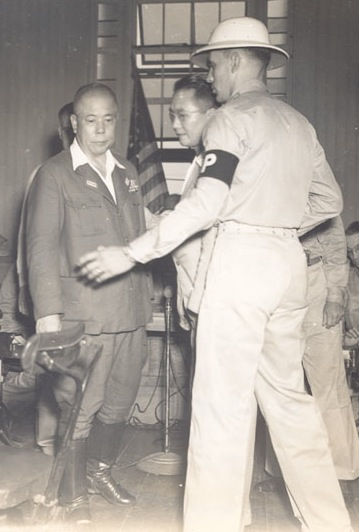
Tomoyuki Yamashita nach Verkündigung des Todesurteils, Manila 1945

Im 6. Jahrhundert vor Christus forderte der chinesische General, Militärstratege und Philosoph Sunzi in seinem Buch Die Kunst des Krieges, dass Kommandeure die Verantwortung für ein zivilisiertes Verhalten ihrer Untergebenen übernehmen sollten. Damit beeinflusste er viele militärische und politische Konzepte in Asien.
1474 wurde Peter von Hagenbach angeklagt, als Landvogt am Oberrhein Vergewaltigungen, Misshandlungen und Morde unter seiner Rechtsprechung zugelassen zu haben. Er verteidigte sich mit dem Argument, dass er damit den höheren Befehl (superior order) des Herzogs von Burgund befolgt hätte, Karls des Kühnen. Trotzdem wurde er für schuldig befunden und enthauptet, weil er mit Verbrechen in Verbindung gebracht wurde, die er als Vorgesetzter hätte verhindern müssen.
1863 fand das Prinzip während des amerikanischen Bürgerkrieges Eingang in den Lieber Code der Unionstruppen. Vorgesetzte wurden strafrechtlich verantwortlich für die Misshandlung von Kriegsgefangenen durch Untergebene.
Mit den Haager Konventionen IV und X von 1907 wurde die Verantwortlichkeit ohne Strafandrohung im Kriegsvölkerrecht festgeschrieben und von Deutschland im 1. Weltkrieg missachtet. Trotz der Vereinbarung im Vertrag von Versailles Kriegsverbrechen zu verfolgen, kam es nur zu wenigen lokalen Verfahren.
Historischer Präzedenzfall für die Anwendung der Vorgesetztenverantwortlichkeit in der strafjuristischen Praxis war im Jahr 1945 der Prozess gegen den japanischen General Yamashita Tomoyuki, gefolgt vom Geiselmord-Prozess und dem Prozess Oberkommando der Wehrmacht im Rahmen der Nürnberger Nachfolgeprozesse.
1977 wurde im Zusatzprotokoll I zur Genfer Konvention die Vorgesetztenverantwortlichkeit präzisiert.
Sie wurde seitdem vom Internationalen Strafgerichtshof für das ehemalige Jugoslawien, vom Internationalen Strafgerichtshof für Ruanda und vom Rote-Khmer-Tribunal herangezogen und gehört zum gesicherten Bestand des Völkergewohnheitsrechts.

## Aktuelle Rechtslage
Die rechtsdogmatische Einstufung und konkrete Ausgestaltung der Vorgesetztenverantwortlichkeit ist im Einzelnen stark umstritten. Eine extensive Auslegung ist im Hinblick auf das strafrechtliche Schuldprinzip problematisch.
Im Römischen Statut des Internationalen Strafgerichtshofs ist die Vorgesetztenverantwortlichkeit in Artikel 28 geregelt. Zu den generellen Voraussetzungen gehören:
- Vorliegen eines Vorgesetzten-Untergebenen-Verhältnisses
- Kenntnis oder fahrlässige Unkenntnis des Vorgesetzten, dass der Untergebene ein Völkerrechtsverbrechen bereits begangen hat oder im Begriff ist, ein solches zu begehen
- Unterlassen der erforderlichen und angemessenen Maßnahmen, um die Begehung des Verbrechens zu verhindern oder eine strafrechtliche Verfolgung des Täters einzuleiten

Darüber hinaus ist die Vorgesetztenverantwortlichkeit Bestandteil einiger nationaler Rechtsordnungen mit im Einzelnen teilweise stark abweichenden Regelungen. Im deutschen Völkerstrafgesetzbuch ist sie in § 4, § 13 und § 14 gesetzlich normiert.